# Silvia Arber

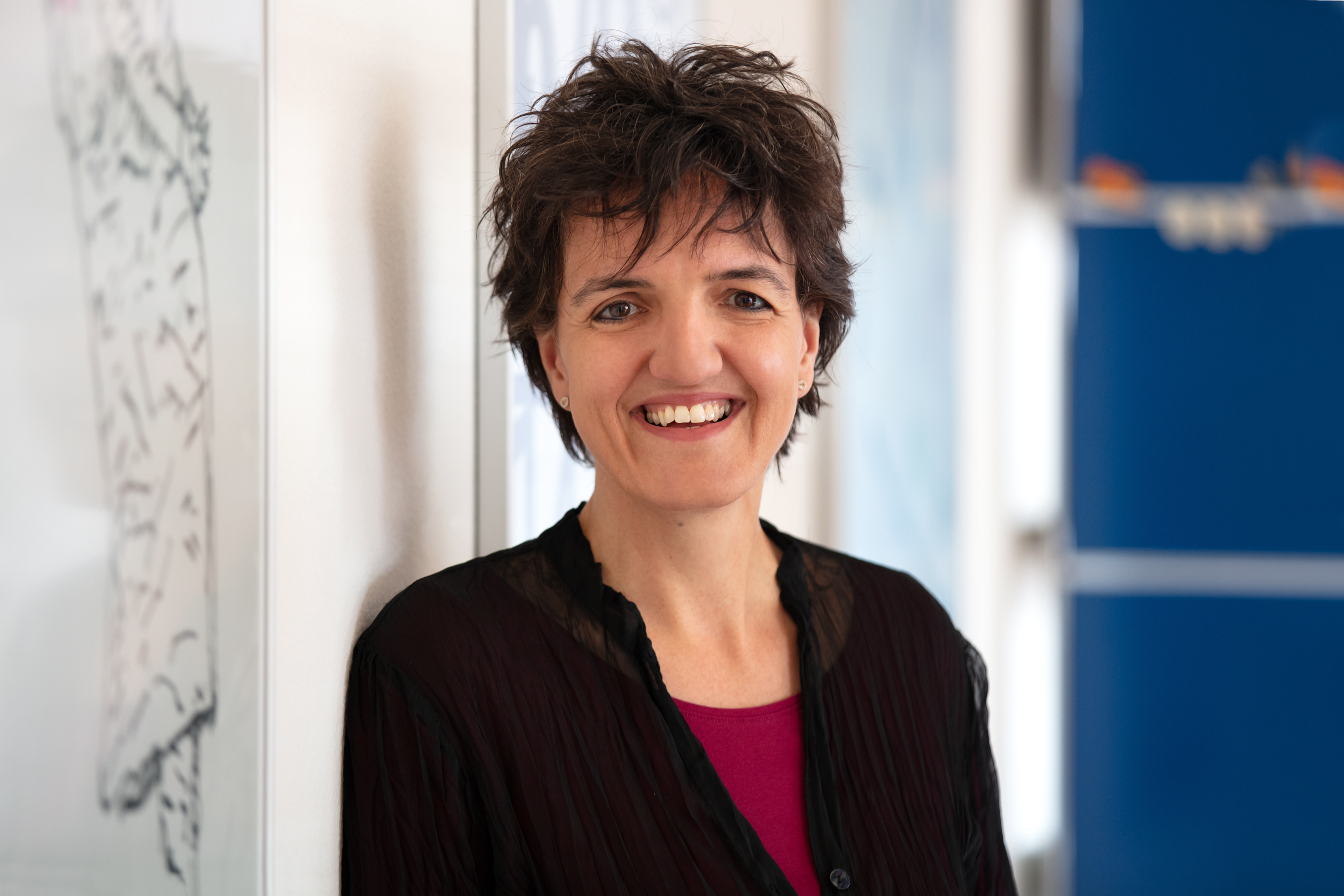
Silvia Arber (2019)

Silvia Arber (* 16. Oktober 1968 in Genf) ist eine Schweizer Neurobiologin. Sie lehrt und forscht als Professorin am Biozentrum der Universität Basel sowie am Friedrich Miescher Institut in Basel.

## Leben
Silvia Arber studierte Biologie am Biozentrum der Universität Basel und promovierte 1995 am Friedrich Miescher Institut (FMI), Basel. Anschliessend forschte sie als Postdoktorandin an der Columbia University, New York. 2000 kehrte Silvia Arber nach Basel zurück, um als Professorin für Neurobiologie/Zellbiologie sowohl am Biozentrum als auch am FMI zu forschen und zu lehren. Silvia Arber ist die Tochter des Schweizer Mikrobiologen und Genetikers Werner Arber, dem 1978 der Nobelpreis für Physiologie oder Medizin verliehen wurde.

## Wirken
Silvia Arber erforscht die Funktionsweise und die Entwicklungsmechanismen neuronaler Netzwerke, welche die Bewegungen des Körpers kontrollieren. In früheren Arbeiten (2000–2010) gelang der Beweis, dass präzise Signalkaskaden für die Ausbildung und Funktion von motorischen Netzwerken im Rückenmark verantwortlich sind und dabei Transkriptionsfaktoren und Zelloberflächenmoleküle eine entscheidende Rolle spielen. Danach konnte sie zeigen, dass den Motoneuronen vorgeschaltete Gruppen von Interneuronen sich abhängig von ihrem Entstehungszeitpunkt in ihrer Funktionalität und der Verteilung im Rückenmark voneinander unterscheiden (2010–2016). Später wandte sich Arber der Entschlüsselung der anatomischen und funktionellen Organisation des Hirnstammes zu (seit 2014). Dies, um Einsicht in die Nervenzellnetzwerke zu erhalten, welche aus dem Gehirn dem Rückenmark die Instruktionen für verschiedene Körperbewegungen erteilen. Die Arbeiten zeigten, dass ganz spezifische Nervenzellen in Netzwerken verbunden sind, welche die unterschiedlichen Körperbewegungen kontrollieren. So werden beispielsweise verschiedene Bewegungsphasen der Feinmotorik von Arm und Hand über andere Hirnstammnetzwerke reguliert als das Gehen oder die Körperhaltung. Ihre Forschungsarbeiten sind medizinisch von Bedeutung, da sie durch die Identifizierung von Nervenzellen für spezifische Bewegungen wichtige Hinweise auf Interventionsmöglichkeiten bei motorischen Netzwerkdefekten oder Verletzungen am Rückenmark liefern.

## Auszeichnungen
- 1998: Pfizer-Forschungspreis[6]
- 2003: Nationaler Latsis-Preis[7]
- 2005: gewähltes Mitglied der European Molecular Biology Organization (EMBO)[8]
- 2005: Schellenberg-Preis[9]
- 2008: Friedrich-Miescher-Preis[10]
- 2010: ERC Advanced Grant[11]
- 2014: Otto Naegeli-Preis[12]
- 2014: gewähltes Mitglied der Academia Europaea[13]
- 2014: Fellow der American Association for the Advancement of Science[14]
- 2016: ERC Advanced Grant[15]
- 2017: Louis-Jeantet-Preis
- 2018: Pradel Research Award
- 2018: W. Alden Spencer Award
- 2019: Prix Charles-Léopold Mayer
- 2019: Lelio Orci Award
- 2020: gewähltes Mitglied der National Academy of Sciences[16]
- 2022: The Brain Prize[17]
- 2023: Karl Spencer Lashley Award[18]
- 2023: Sir Charles Sherrington Prize Lecture 2023, University of Oxford[19]
- 2024: Doctor Honoris Causa, University of Geneva[20]

## Publikationsliste
Vollständige Publikationsliste
- E. Pecho-Vrieseling, M. Sigrist, Y. Yoshida, T. M. Jessell, S. Arber: Specificity of sensory-motor connections encoded by Sema3e-PlexinD1 recognition. In: Nature. Band 459, 2009, S. 842–846. PMID 19421194
- M. Tripodi, A. E. Stepien, S. Arber: Motor antagonism exposed by spatial segregation and timing of neurogenesis. In: Nature. Band 479, 2011, S. 61–66. PMID 22012263
- S. Arber: Motor circuits in action: Specification, connectivity and function. In: Neuron. Band 74, 2012, S. 975–989. PMID 22726829
- Silvia Arber, Rui M. Costa: Connecting neuronal circuits for movement. In: Science. Vol. 360, Nr. 6396, 29. Jun 2018, S. 1403–1404. doi:10.1126/science.aat5994.